# Radovesice
Radovesice (en allemand : Radowesitz) est une commune rurale du district de Litoměřice, dans la région d'Ústí nad Labem, en République tchèque. Sa population s'élevait à 504 habitants en 2021.

## Géographie
Radovesice se trouve à 15 km au sud-sud-ouest de Litoměřice, à 28 km au sud d'Ústí nad Labem et à 46 km au nord-ouest de Prague.
La commune est limitée par Chotěšov au nord, par Žabovřesky nad Ohří à l'est, par Budyně nad Ohří au sud-est, par Libochovice au sud et à l'ouest, et par Slatina au nord-ouest.

## Histoire
La première mention écrite du village date de 1175.

## Transports
Par la route, Radovesice se trouve à 17 km de Roudnice nad Labem, à 19 km de Litoměřice, à 39 km d'Ústí nad Labem  et à 59 km de Prague.